# Elmers Rache
Elmers Rache (Originaltitel: Rabbit Rampage; Alternativtitel: Zeichentrickserei) ist ein Looney Tunes-Cartoon mit Bugs Bunny in der Hauptrolle. Der Kurzfilm wurde unter der Regie von Chuck Jones produziert und am 11. Juni 1955 von Warner Bros. veröffentlicht.

## Handlung
Bugs Bunny wird von einem Animator gezeichnet, der ihn ständig ärgert und verändert. So malt der ihm den Eingang zum Hasenbau plötzlich in den Himmel oder lässt ihn ganz verschwinden. Bugs droht seinem Zeichner, sich bei Warner Bros. zu beschweren und rennt weg. Er kehrt zurück, um wieder Freunde zu sein. Der Animator malt jedoch unpassende Dinge auf Bugs’ Kopf, verdreifacht ihn, verändert Schwanz und Ohren, verwandelt ihn in ein Pferd oder seinen Kopf in einen Kürbis. Bugs macht den Zeichner darauf aufmerksam, dass er laut Vertrag nur in Hasengestalt gezeichnet werden darf. Er fragt sich, wie er entkommen kann und sieht das Filmende als letzte Rettung. Schließlich stellt sich heraus, dass der Animator Elmer Fudd ist.

## Hintergrund
Bereits 1953 kam mit Entnervte Ente ein Kurzfilm mit ähnlicher Thematik in die Kinos. Hier war es Daffy Duck, der von seinem Zeichner schikaniert wird, welcher sich schließlich als Bugs Bunny zu erkennen gibt. Beide Rollen wurden damals von Mel Blanc gesprochen. In Elmers Rache sprach Blanc Bugs Bunny, Arthur Q. Bryan sprach Elmer Fudd.
Eine gekürzte Version von Elmers Rache wurde in der Kompilations-Fernsehserie Mein Name ist Hase gezeigt. Anstelle von Elmer Fudd stellt sich in dieser Version Daffy Duck als der den Hasen ärgernde Animator heraus.
Der Kurzfilm diente auch als Vorbild für das Videospiel Bugs Bunny Rabbit Rampage für Super-NES von 1993. Dabei kann der Spieler selbst die Rolle des allmächtigen Animators einnehmen.